# Eindverbinding

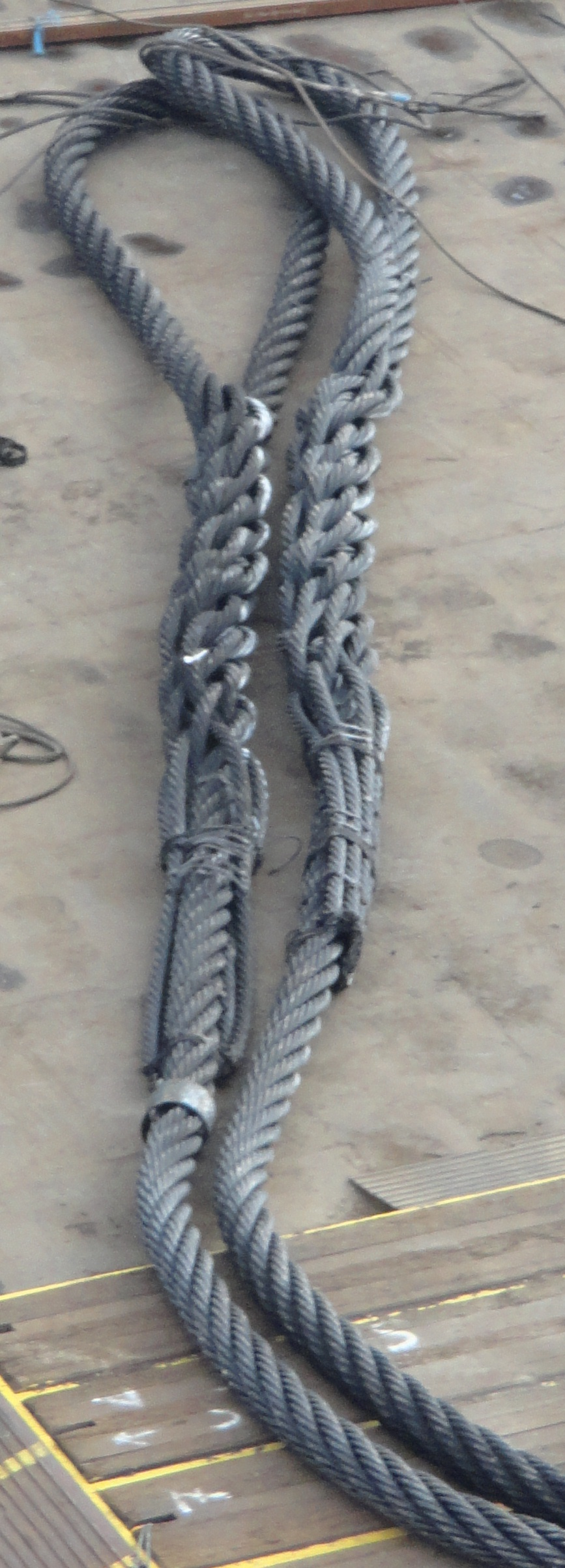
Oogsplitsen in strop van 283 mm diameter, SWL 1000 ton.

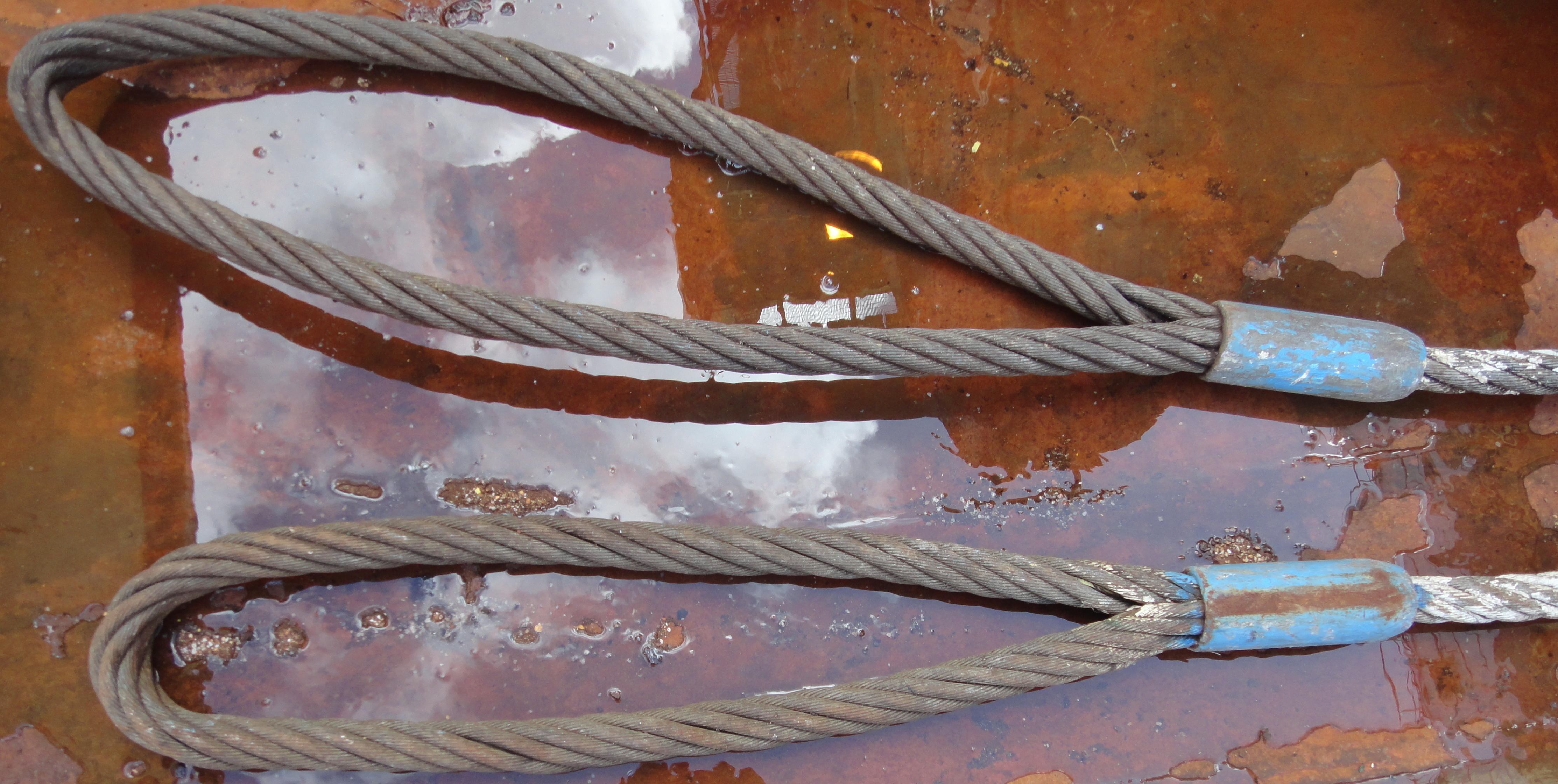
Twee Vlaamse ogen met blauwe jaarkleur.

Een eindverbinding is een onderdeel van een staalkabel of touw waarmee deze bevestigd kan worden. Waar bij touw nog een knoop gebruikt kan worden om deze vast te maken, is de eindverbinding bij staalkabels een essentieel onderdeel om kracht over te brengen. De gebruikte verbindingstechnieken berusten alle op wrijving of hechting, maar daarbij zijn vele verschillende eindverbindingen mogelijk.
De eindverbinding kan uit de draad zelf bestaan waarbij deze in een oogsplits wordt teruggeslagen. Deze kunnen ook worden uitgevoerd met een kous in het oog. Er kan ook een huls of sok (socket) aan de draad worden bevestigd.

## Soorten
De belangrijkste varianten zijn:
- lussen:
  - draadklem (wire rope clip);
  - oogsplits;
  - persklem of klembus (clamp);
  - Vlaams oog;
- sokken:
  - wigklem of draadhuis (wedge socket):
    - asymmetrisch;
    - symmetrisch;

  - aangegoten sok (spelter socket):
    - open;
    - gesloten;

  - geperste sok (swaged socket):
    - open;
    - gesloten.

Elke verbinding heeft haar voor- en nadelen. Belangrijke factoren zijn daarbij het verbindingsrendement en de mate waarin deze ter plaatse gemaakt kunnen worden, zoals het geval is bij losneembare verbindingen als de wigklem. Niet alle verbindingen hebben een rendement van 100%, wat betekent dat de werklast vermindert.

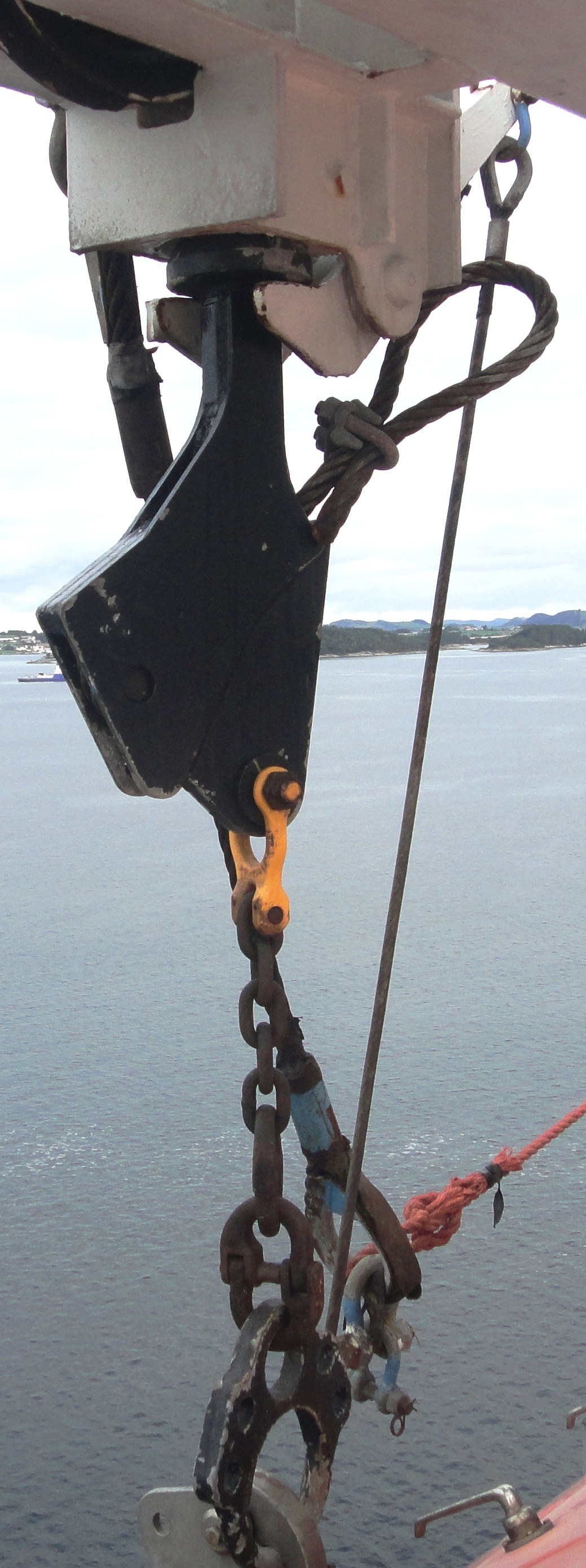
Asymmetrische wigklem voor een reddingssloep.
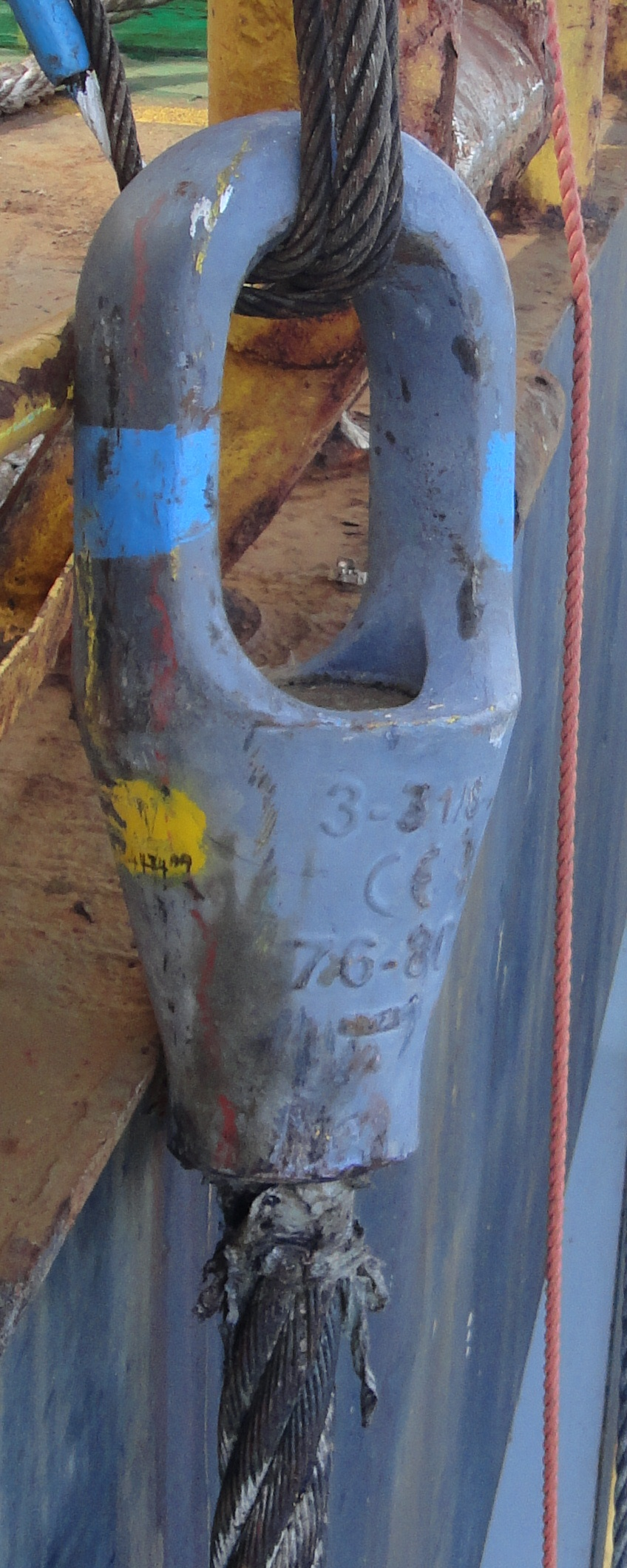
Gesloten aangegoten sok.